# Estados cruzados

Mapa político do Próximo Oriente em 1135

Os estados cruzados, ou estados latinos do oriente, foram alguns estados feudais, existentes na sua maioria nos séculos XII e XIII, criados pelas cruzadas dos reinos da Europa Ocidental na Ásia Menor, Grécia, Síria e Terra Santa (actuais Israel e Palestina). Todos acabaram por ser reconquistados pelos exércitos islâmicos do Oriente Médio.
Mas a expressão também pode significar outras conquistas territoriais, geralmente pequenas e de pouca duração, do mundo cristão medieval contra adversários muçulmanos e pagãos.
Apesar de a Reconquista cristã de Al-Andalus, na Península Ibérica, aos mouros árabo-berberes, se encaixar no mesmo perfil das cruzadas, não é costume chamar os estados católicos daí resultantes de estados cruzados.

## Levante
Os primeiros quatro estados cruzados foram criados no Levante imediatamente após a Primeira Cruzada:
- Condado de Edessa, fundado em 1098, perdido em 1144;
- Principado de Antioquia, fundado em 1098, perdido em 1268;
- Reino de Jerusalém, fundado em 1099, perdido em 1291, quando a cidade de Acre caiu. Este tinha vários senhorios vassalos, sendo os quatro principais:
  - Principado da Galileia;
  - Condado de Jafa e Ascalão;
  - Senhorio da Transjordânia;
  - Senhorio de Sídon.
- Condado de Trípoli (na actual cidade libanesa, não na capital líbia), fundado em 1104, a cidade de Trípoli foi conquistada em 1109 mas o condado só foi perdido em 1288.

O Reino Arménio da Cilícia originou-se antes das cruzadas, mas o papa Inocêncio III concedeu-lhe o estatuto de reino e posteriormente foi semiocidentalizado pela dinastia francesa da Casa de Lusinhão.

## Chipre
O Reino de Chipre foi fundado durante a Terceira Cruzada por Ricardo Coração de Leão, quando conquistou Chipre no seu trajecto para a Terra Santa. A ilha foi estabelecida como reino e este foi oferecido ao deposto rei de Jerusalém, Guido de Lusignan, em 1192. Perdeu-se em 1489, quando a sua última rainha o vendeu a Veneza. Posteriormente foi concedido aos cavaleiros da Ordem do Hospital, mas nunca foi verdadeiramente aproveitado como posto avançado e caiu em declínio antes de ter sido perdido em uma insurreição.

## Balcãs
Depois da Quarta Cruzada os territórios do Império Bizantino foram divididos em vários estados, iniciando-se o chamado período da "Francocracia" (em grego Φραγκοκρατία):

## Feudos mediterrânicos menores
Houve várias outras pequenas entidades feudais (a definição de estado pode tornar-se confusa) resultantes de cruzadas menores contra o Islão no Mediterrâneo, tais como:
- Jerba e Tabarca, ilhas na costa da actual Tunísia

## Cruzadas do Norte
Na região do Báltico, as tribos indígenas na Idade Média começaram por recusar firmemente o cristianismo. Em 1193, o papa Celestino III incentivou duas ordens religiosas de cavaleiros, os Irmãos Livônios da Espada e os Cavaleiros Teutónicos, a invadir e subjugar os pagãos: prussianos, lituanos e outras tribos habitantes da Estónia, Letónia e Prússia Oriental. Este período bélico é chamado de Cruzadas do Norte.